# Lepricornis strigosa
Lepricornis strigosa är en fjärilsart som beskrevs av Otto Staudinger 1876. Lepricornis strigosa ingår i släktet Lepricornis och familjen Riodinidae. Inga underarter finns listade i Catalogue of Life.